# Carlos Sánchez Aguiar
Carlos Sánchez Aguiar (Madrid, 28 de noviembre de 1957) es un entrenador de fútbol español. En Primera División dirigió al Atlético de Madrid.

## Trayectoria
Los comienzos de Carlos Sánchez Aguiar como técnico tuvieron como escenario al Club Deportivo Toledo, al que se incorporó en 1991 como integrante del equipo dirigido por Emilio Cruz como segundo entrenador y preparador de porteros. Las dos siguientes temporadas mantuvo dicho puesto como colaborador de Gonzalo Hurtado.
En 1994 abandona el Toledo para formar parte del equipo técnico del Atlético de Madrid. Esa misma temporada (1993/94) y tras el cese de Alfio Basile dirige al equipo en las dos últimas jornadas de Liga.
La temporada 1997/98 dirige al filial rojiblanco, el Atlético de Madrid "B" en Segunda División. La siguiente temporada (1998/99) también la inicia en el filial, si bien abandona el cargo para dirigir al primer equipo a partir de la Jornada 23 en sustitución de Arrigo Sacchi. Se mantendrá al frente del Atlético de Madrid durante cinco jornadas, hasta que Radomir Antić vuelve a situarse al frente. La siguiente temporada, dirigirá de nuevo al Atlético de Madrid "B".
En 2000 es contratado como técnico del Universidad de Las Palmas CF, iniciando una trayectoria en los banquillos de varios clubes de la Segunda División como el CD Leganés, la Cultural Leonesa y la UD Las Palmas, recalando en 2007 en el CD Toledo.
Tras reincorporarse al Atlético de Madrid como colaborador de su Fundación y técnico de una de sus escuelas de fútbol, el 27 de noviembre de 2014 se hace público su nombramiento para una nueva etapa como técnico del filial rojiblanco, el Atlético de Madrid "B", puesto que ocupó hasta abril de 2015.

## Clubes
| Club                         | País   | Años      |
| ---------------------------- | ------ | --------- |
| Atlético de Madrid           | España | 1994      |
| Atlético de Madrid "B"       | España | 1997-1999 |
| Atlético de Madrid           | España | 1999      |
| Atlético de Madrid "B"       | España | 1999-2000 |
| Universidad de Las Palmas CF | España | 2000-2001 |
| CD Leganés                   | España | 2001-2003 |
| Cultural Leonesa             | España | 2003-2004 |
| UD Las Palmas                | España | 2004-2005 |
| UD Las Palmas                | España | 2006-2007 |
| CD Toledo                    | España | 2007-2008 |
| Atlético de Madrid "B"       | España | 2014-2015 |